# Mainzer Stadtschreiber

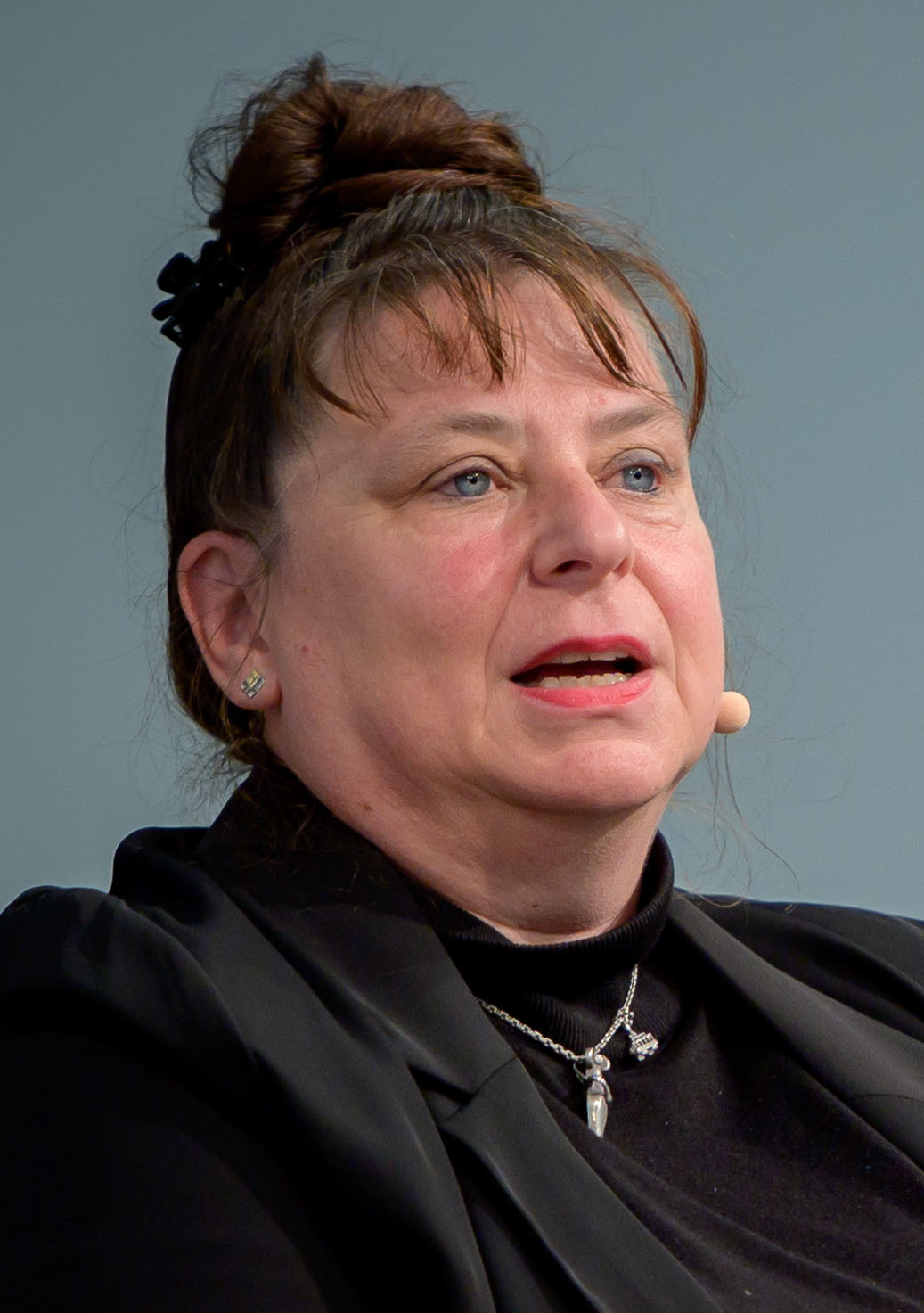
Annett Gröschner, Stadtschreiberin seit November 2024

Der Mainzer Stadtschreiber ist ein Literaturpreis der Fernsehsender ZDF, 3sat und der Stadt Mainz. Er wurde 1984 gestiftet und wird seitdem jährlich vergeben. Neben einer Dotierung von (mittlerweile) 12.500 Euro erhält der Preisträger das Wohnrecht im Stadtschreiberdomizil im Gutenberg-Museum in Mainz für ein Jahr sowie die Möglichkeit, eine Dokumentation nach einem Thema freier Wahl – das elektronische Tagebuch – zu drehen.
Hauptzweck der Auszeichnung ist es, Schriftsteller „zu ehren, welche die deutschsprachige Literatur mit ihren Werken beeinflussen oder prägen und die sich darüber hinaus um das Zusammenwirken von Literatur und Fernsehen bemühen“.

## Liste der Mainzer Stadtschreiber
| #   | Jahr      | Stadtschreiber             | Filmtitel                                                                           |
| --- | --------- | -------------------------- | ----------------------------------------------------------------------------------- |
| 1.  | 1985      | Gabriele Wohmann           | Unterwegs                                                                           |
| 2.  | 1986      | H. C. Artmann              | Den Horizont überschreiten                                                          |
| 3.  | 1987      | Ludwig Harig               | Zu ergründen die eigene Heimkehr                                                    |
| 4.  | 1988      | Sarah Kirsch               | Briefe an eine Freundin                                                             |
| 5.  | 1989      | Horst Bienek               | Die verrinnende Zeit                                                                |
| 6.  | 1990      | Günter Kunert              | Artus – ein König wird gesucht                                                      |
| 7.  | 1991      | Helga Schütz               | Hinterm Vorhang sieht man einen Schatten                                            |
| 8.  | 1992      | Katja Behrens              | Jerusalem – Berlin. Eine Begegnung (mit Asher Reich und Hans Joachim Schädlich)     |
| 9.  | 1993      | Dieter Kühn                | Eine Reise nach Surinam                                                             |
| 10. | 1994      | Libuše Moníková            | Grönland-Tagebuch: Wer nicht liest, kennt die Welt nicht                            |
| 11. | 1995      | Peter Härtling             | Schumann in Finnland                                                                |
| 12. | 1996      | Peter Bichsel              | Wir hätten in Spiez umsteigen sollen                                                |
| 13. | 1997      | Friedrich Christian Delius | Wie weit ist es von einem Mann zu einer Frau? 24 Stunden mit Tucholsky in Gripsholm |
| 14. | 1998      | Erich Loest                | Karl May reist zu den lieben Haddedihn                                              |
| 15. | 1999      | Tilman Spengler            | Bitterer Balkan. Der Krieg ist eine Zerrüttung der Seelen                           |
| 16. | 2000/2001 | Hanns-Josef Ortheil        | Schauplätze meiner Fantasien – Rom, Venedig und Prag                                |
| 18. | 2002      | Katja Lange-Müller         | Mein erster Amerikaner. Der Maler Kedron Barrett                                    |
| 19. | 2003      | Urs Widmer                 | Die Forschungsreise                                                                 |
| 20. | 2004      | Raoul Schrott              | Deutschland – Himmel und Hölle                                                      |
| 21. | 2005      | Sten Nadolny               | Krankheitshalber konnte er keinen Film realisieren.                                 |
| 22. | 2006      | Patrick Roth               | In My Life – 12 Places I Remember.                                                  |
| 23. | 2007      | Ilija Trojanow             | Vorwärts und nie vergessen! Ballade über bulgarische Helden                         |
| 24. | 2008      | Michael Kleeberg           | Europas Heimkehr. Eine Reise in den Libanon                                         |
| 25. | 2009      | Monika Maron               | Rückkehr nach Bitterfeld                                                            |
| 26. | 2010      | Josef Haslinger            | Nachtasyl – Die Heimat der Heimatlosen                                              |
| 27. | 2011      | Ingo Schulze               | Rettung aus dem Regenwald? Die Wiederentdeckung der Terra Preta                     |
| 28. | 2012      | Kathrin Röggla             | Die bewegliche Zukunft – Eine Reise ins Risikomanagement                            |
| 29. | 2013      | Peter Stamm                | Fordlandia – Das verlorene Paradies?                                                |
| 30. | 2014      | Judith Schalansky          | Es wurde keine Dokumentation produziert.                                            |
| 31. | 2015      | Feridun Zaimoglu           | Istanbul von vorne. Eine Recherche                                                  |
| 32. | 2016      | Clemens Meyer              | Nicht jedes Los gewinnt – Erzählungen vom Rummelplatz                               |
| 33. | 2017      | Abbas Khider               | Es wurde keine Dokumentation produziert.                                            |
| 34. | 2018      | Anna Katharina Hahn        | Tauben in den Städten                                                               |
| 35. | 2019      | Eva Menasse                | Ich habe kein Talent zum Hassen                                                     |
| 36. | 2020/2021 | Eugen Ruge                 | Aussterbende Art                                                                    |
| 37. | 2022      | Dörte Hansen               | Inseln im Regen – Sehnsucht nach den Färöern                                        |
| 38. | 2023      | Alois Hotschnig            | Nach den Kriegen – Eine Spurensuche am Rhein                                        |
| 39. | 2024      | Julia Schoch               | Bitte um Rückruf – Interview mit einer Schriftstellerin                             |
| 40. | 2025      | Annett Gröschner           |                                                                                     |

## Jury
Der Jury gehören Vertreter der drei Stifter sowie mehrere Schriftsteller an (Stand 2024):
- Dörte Hansen
- Eva Menasse
- Peter Stamm
- Feridun Zaimoglu
- und als amtierendere Stadtschreiberin Julia Schoch
- Marianne Grosse (Kulturdezernentin der Stadt Mainz)
- Nadine Bilke (Programmdirektorin des ZDF)
- Anne Reidt (Leiterin der Hauptredaktion Kultur des ZDF)
- Susanne Becker (Hauptredaktion Kultur des ZDF) als Juryvorsitzende
- Natalie Müller-Elmau (Koordinatorin 3sat)
- Michael Schmitt (Literaturredakteur 3sat)

## Filmografie
- Im Wandel der Zeit – 25 Jahre Mainzer Stadtschreiberpreis, Film von Thomas Hocke, Erstausstrahlung 3sat, 8. November 2009